# Guardian Direct Cup 1998 - Qualificazioni doppio
Le qualificazioni del doppio  del Guardian Direct Cup 1998 sono state un torneo di tennis preliminare per accedere alla fase finale della manifestazione. I vincitori dell'ultimo turno sono entrati di diritto nel tabellone principale. In caso di ritiro di uno o più giocatori aventi diritto a questi sono subentrati i lucky loser, ossia i giocatori che hanno perso nell'ultimo turno ma che avevano una classifica più alta rispetto agli altri partecipanti che avevano comunque perso nel turno finale.
Le qualificazioni del doppio del torneo Guardian Direct Cup 1998 prevedevano 4 coppie partecipanti di cui una è entrata nel tabellone principale.

## Teste di serie
1. Marius Barnard /  Byron Talbot (Qualificati)

1. John-Laffnie de Jager /  Robbie Koenig (ultimo turno)

## Qualificati
1. Marius Barnard  /   Byron Talbot

## Tabellone

### Legenda
| - Q = Qualificato - WC = Wild card - LL = Lucky loser | - ALT = Alternate - SE = Special Exempt - PR = Protected Ranking | - w/o = Walkover - r = Ritirato - d = Squalificato |

|  | Primo turno | Primo turno                         | Primo turno                         | Primo turno | Primo turno |  |  | Ultimo turno | Ultimo turno                        | Ultimo turno                        | Ultimo turno | Ultimo turno |  |
|  |             |                                     |                                     |             |             |  |  |              |                                     |                                     |              |              |  |
|  | 1           | Marius Barnard Byron Talbot         | Marius Barnard Byron Talbot         | 6           | 6           |  |  |              |                                     |                                     |              |              |  |
|  |             | Paul Kilderry Tom Vanhoudt          | Paul Kilderry Tom Vanhoudt          | 1           | 2           |  |  | 1            | Marius Barnard Byron Talbot         | Marius Barnard Byron Talbot         | 7            | 6            |  |
|  | 2           | John-Laffnie de Jager Robbie Koenig | John-Laffnie de Jager Robbie Koenig | 6           | 6           |  |  | 2            | John-Laffnie de Jager Robbie Koenig | John-Laffnie de Jager Robbie Koenig | 6            | 4            |  |
|  |             | Danny Sapsford Chris Wilkinson      | Danny Sapsford Chris Wilkinson      | 0           | 2           |  |  |              |                                     |                                     |              |              |  |